# Фаласиниди, Христина Ромуальдовна
Христина (Кристина) Ромуальдовна Фаласиниди (греч. Χριστίνα Θαλασσινίδου; род. 31 июля 1970, Тбилиси) — советская и греческая синхронистка, семикратная чемпионка СССР, чемпионка Европы (1989), участница 4 Олимпийских игр (1988, 1992, 2000, 2004). Мастер спорта СССР международного класса.

## Биография
Христина Фаласиниди родилась 31 июля 1970 года в Тбилиси. Начала заниматься синхронным плаванием в возрасте 12 лет, тренировалась под руководством Наталии Мащук. В 1986 году на первенстве Европы среди юниоров в Западном Берлине стала чемпионкой в групповых упражнениях и серебряным призёром в соревнованиях солисток.
В 1987—1990 годах была одной из ведущих советских синхронисток, семь раз выигрывала чемпионат СССР в разных видах программы. В тот же период времени входила в состав сборной страны, в 1988 году заняла 7 место в турнире солисток на Олимпийских играх в Сеуле, в 1989 году на чемпионате Европы в Бонне завоевала золотую медаль в той же дисциплине и вошла в историю как первая чемпионка Европы по синхронному плаванию из СССР.
В дальнейшем переехала в Афины и с 1991 года выступала за команду Греции под фамилией Талассиниду. В 1991 и 1995 годах выигрывала награды чемпионатов Европы в одиночных упражнениях. В последующие годы многократно была близка к повторению этого успеха, занимая на континентальных чемпионатах 4 и 5 места в разных видах программы. В 2004 году на чемпионате Европы в Мадриде завоевала бронзовую медаль в комбинации. 
В том же 2004 году на Олимпийских играх в Афинах, ставших для неё четвертыми, заняла 9 место в дуэте с Элефтерией Фтули и 8 место в групповых упражнениях. По окончании выступления греческой команды официально объявила о завершении своей спортивной карьеры.
В настоящее время занимается тренерской деятельностью в Греции, консультирует коллег в других странах (в том числе в России).

## Результаты
| За СССР      |                  |              |         |         |        |       |         |         |            |            |
| Соревнование | Соревнование     | Соревнование | Соло    | Соло    | Дуэт   | Дуэт  | Группа  | Группа  | Комбинация | Комбинация |
| Год          | Название         | Место        | Баллы   | Место   | Баллы  | Место | Баллы   | Место   | Баллы      | Место      |
| 1987         | Чемпионат Европы | Страсбург    | —       | —       | —      | —     | 177,373 | Серебро |            |            |
| 1988         | Олимпийские игры | Сеул         | 180,650 | 7       | —      | —     | —       | —       |            |            |
| 1989         | Чемпионат Европы | Бонн         | 184,560 | Золото  | —      | —     | 179,945 | Серебро |            |            |
| 1990         | Игры доброй воли | Сиэтл        | 96,08   | 4       | 95,36  | 4     | —       | —       |            |            |
| За Грецию    |                  |              |         |         |        |       |         |         |            |            |
| 1991         | Чемпионат Европы | Афины        | 178,800 | Серебро | —      | —     | —       | —       |            |            |
| 1992         | Олимпийские игры | Барселона    | 180,244 | 6       | —      | —     | —       | —       |            |            |
| 1995         | Чемпионат Европы | Вена         | 95,360  | Бронза  | —      | —     | —       | —       |            |            |
| 1997         | Чемпионат Европы | Севилья      | 95,240  | 4       | —      | —     | —       | —       |            |            |
| 1998         | Чемпионат мира   | Перт         | 93,867  | 8       | 90,757 | 14    | —       | —       |            |            |
| 1999         | Чемпионат Европы | Стамбул      | 95,320  | 4       | 93,480 | 5     | 93,760  | 5       |            |            |
| 2000         | Чемпионат Европы | Хельсинки    | 94,280  | 5       | 93,560 | 41    | 94,400  | 5       |            |            |
| 2000         | Олимпийские игры | Сидней       | —       | —       | 90,363 | 13    | —       | —       |            |            |
| 2001         | Чемпионат мира   | Фукуока      | 92,441  | 9       | 91,137 | 10    | —       | —       |            |            |
| 2002         | Чемпионат Европы | Берлин       | 95,100  | 4       | 94,600 | 4     | 94,800  | 4       |            |            |
| 2003         | Чемпионат мира   | Барселона    | 92,000  | 9       | 92,168 | 10    | —       | —       |            |            |
| 2004         | Чемпионат Европы | Мадрид       | —       | —       | 94,300 | 5     | 94,000  | 5       | 94,200     | Бронза     |
| 2004         | Олимпийские игры | Афины        | —       | —       | 92,918 | 9     | 92,750  | 8       | —          | —          |

↑ После дисквалификации российского дуэта Мария Киселёва/Ольга Брусникина.